# توماس شابن
توماس شابن (بالإنجليزية: Thomas Chapin)‏ هو عازف ساكسفون أمريكي، ولد في 9 مارس 1957 في مانشستر في الولايات المتحدة، وتوفي في 13 فبراير 1998 بسبب ابيضاض الدم.

## وصلات خارجية
- توماس شابن على موقع ميوزك برينز (الإنجليزية)
- توماس شابن على موقع أول ميوزيك (الإنجليزية)
- توماس شابن على موقع ديسكوغز (الإنجليزية)